# جيليان بليك
جيليان بليك (بالإنجليزية: Gillian Blake)‏ هي ممثلة بريطانية، ولدت في 10 مايو 1949 في باكنغهام في المملكة المتحدة.

## وصلات خارجية
- جيليان بليك على موقع IMDb (الإنجليزية)
- جيليان بليك على موقع قاعدة بيانات الفيلم (الإنجليزية)